# Djamel Dahou
 (juin 2023).
Djamel Dahou (arabe : جمال دحو) de son vrai nom Djamel Nasr Eddine Dahou  est un boxeur algérien né le 7 juin 1992 à Tiaret en Algérie.

## Carrière
Le 20 septembre 2013, il affronte à Accra le ghanéen Frank Dodze pour disputer le titre WBC Espoirs par interim des poids welters. Djamel obtient la ceinture après arrêt de l'arbitre au troisième round. Le 12 septembre 2014, il devient à l’âge de 22 ans et 3 mois le plus jeune champion du monde de la fédération UBO (Universal Boxing Organization) en battant par KO au premier round Said Yazidu à Moshi en Tanzanie. 
Le vendredi 19 décembre 2014, Djamel conserve son titre WBC des poids welters en battant devant son public à Bordj Bou Arreridj le mexicain Daniel Valenzuela par KO en une minute et huit secondes, et dédie sa victoire au peuple algérien et à Gaza en Palestine.
Le 27 décembre 2014, l'UBO désigne Djamel Dahou boxeur de l'année 2014 à la suite de ses deux derniers résultats expéditifs et lui donne la possibilité de défendre son titre de poids welters début 2015 en Algérie. Dans la même année, Condor sponsor Djamel. 
Il a été blessé et absent des compétitions depuis 2 ans, de 2015 à 2017.
En octobre 2021, le boxeur Djamel remporte une victoire par KO contre son homologue américain Anthony Martínez dès le premier tour.
Le 20 mai 2023, aux États-Unis, lors d'un combat de poids léger à Philadelphie, le boxeur brésilien Estivan Falcão a remporté une victoire par KO technique au 5ème round contre Djamel Dahou.

## Liste des combats
| 18 victoires (14 avant la limite), 1 défaite |       |                        |      |              |                   |                                     | |
| TKO = KO technique • RTD = abandon • UD = décision aux points unanime • SD = décision aux points partagée • MD = décision aux points majoritaire |       |                        |      |              |                   |                                     | |
| Résultat | Bilan | Adversaire             | Type | Round, temps | Date              | Lieu                                | Notes |
| Victoire | 15–0  | Jesus Guadalupe Romero | KO   | 1 (4)        | 1er avril 2021    | Santa Maria del Oro, Tepic, Nayarit | |
| Victoire | 14–0  | Alexis Acosta          | TKO  | 3 (6)        | 3 mars 2017       | Culiacan, Sinaloa                   | |
| Victoire | 13–0  | Daniel Valenzuela      | KO   | 1 (10), 1:08 | 19 décembre 2014  | Bordj Bou Arreridj                  | Conserve le titre WBC Espoirs par intérim des poids welters et 12e victoire par KO en 13 combats.        |
| Victoire | 12–0  | Said Yazidu            | KO   | 1 (12)       | 12 septembre 2014 | Moshi                               | Remporte le titre UBO des poids welters et devient le plus jeune tenant d'un titre par cette fédération. |
| Victoire | 11–0  | Frank Dodze            | TKO  | 3 (10), 1:57 | 20 septembre 2013 | Accra                               | Remporte le titre WBC Espoirs par intérim des poids welters.                                             |
| Victoire | 10–0  | Fuseini Ahmed          | KO   | 2 (8)        | 10 juillet 2013   | Accra                               | |
| Victoire | 9–0   | Sani Yidana Kugblie    | KO   | 5 (8)        | 26 juin 2013      | Accra                               | |
| Victoire | 8–0   | Benjamin Tutu          | KO   | 6 (8), 2:56  | 15 juin 2013      | Accra                               | |
| Victoire | 7–0   | Sani Yidana Kugblie    | TKO  | 4 (8)        | 12 juin 2013      | Accra                               | |
| Victoire | 6–0   | Hamis Ajali            | KO   | 2 (10), 2:01 | 20 avril 2013     | Dar-Es-Salaam                       | Remporte le titre UBO champion d’Afrique des poids super-légers.                                         |
| Victoire | 5–0   | Mounir Chebbane        | TKO  | 4 (10)       | 7 juillet 2012    | Tiaret                              | |
| Victoire | 4–0   | Hicham Rkaybi          | TKO  | 1 (6)        | 12 avril 2012     | Tiaret                              | |
| Victoire | 3–0   | Mounir Chebbane        | TKO  | 4 (6)        | 29 juillet 2011   | Blida                               | |
| Victoire | 2–0   | Addour Arezki          | TKO  | 2 (6)        | 12 mai 2011       | Tiaret                              | |
| Victoire | 1–0   | Fateh Mouna            | UD   | 4            | 19 novembre 2010  | Tassala El Merdja                   | Débuts professionnels de Djamel Dahou.                                                                   |

## Distinction
- Djamel Dahou est élu boxeur de l'année en 2014 par l'UBO (Universal Boxing Organization).